# Segurança internacional

A segurança internacional pode ser entendida como uma prevenção e redução de ameaças, mesmo não possuindo uma definição precisa porque é essencialmente contestada. Ela é constituída por medidas tomadas por nações e organizações internacionais, tais como as Nações Unidas, para garantir a sobrevivência mútua e segurança. Estas medidas incluem a ação militar e acordos diplomáticos, como tratados e convenções. Segurança internacional e nacional são invariavelmente ligadas.

## Contexto Histórico
Os estudos de segurança tornaram-se mais específicos no final do século XX, após a Guerra Fria, e foram centrais para o desenvolvimento de perspectivas de pesquisa em segurança. O que antes não eram considerados temas dentro da segurança internacional, ao longo do tempo os autores trouxeram novos e os incorporaram a esses debates. Por exemplo, questões ambientais e de segurança pessoal, que originalmente não eram consideradas questões de segurança, agora se tornaram importantes debates no campo.
Após a Segunda Guerra Mundial a visão realista se firmou como a principal teoria da disciplina de Relações Internacionais. Este período gerava análises principalmente sobre o cenário internacional anárquico e a busca constante dos Estados de aumentarem seu poder no sistema internacional. Porém, a teoria realista não conseguiu prever o fim da Guerra Fria, e isso gerou por consequência muitas críticas e questionamentos a esta visão. Estas críticas atingiram os estudos de segurança internacional, o que incentivou a criação de novas teorias na área. Tais debates visavam definir novos significados para o conceito de segurança, que já eram utilizados nas relações internacionais. Buscavam ir além de conceitos realistas; já que o realismo associava segurança principalmente em torno de questões militares e estratégicas.

## Estudos sobre Segurança Internacional
Não surpreendentemente, a segurança tem sido estudada e disputada desde a existência das sociedades humanas. Como qualquer estudo da etimologia da palavra, "segurança" tem significado coisas muito diferentes para as pessoas, dependendo de seu tempo e lugar na vida humana (Rothschild 1995).
A primeira maior tentativa de providenciar uma história intelectual de como a segurança internacional vem sendo estudada, argumenta que a interação das 5 forças motrizes é “particularmente central” para entender como o campo evoluiu: grandes poderes, políticas, tecnologia, eventos-chave, as dinâmicas internas dos debates acadêmicos, e a institucionalização.
Essas 5 forças equivalem aproximadamente a preocupações sobre poder material, conhecimento, história, construções de prevalência social, fortuna e dinâmicas organizacionais.
1. Grandes Potências: detém maior capacidade material, pautas relacionadas ao debate de segurança, seus interesses serão mais presentes dentro desses debates para a manutenção da estabilidade mundial, existindo o consenso de países subdesenvolvidos;
2. Acontecimentos: eventos-chave que modificam a perspectiva, justificando interesses;
3. Tecnologia: evolução do conhecimento modifica a agenda de segurança;
4. Academia: referente à pesquisa científica;
5. Instituições: riqueza e organização; determina quem será beneficiado monetariamente.

## Teorias Clássicas

### Realismo:
O comportamento do Estado é impulsionado pela natureza humana imperfeita dos líderes ou por um sistema internacional anárquico. Necessidade humana de poder, ou a necessidade de acumular os meios para estar seguro em um mundo de interdependência e para explicar a sucessão interminável de guerras e conquistas. Assim, a maioria dos realistas assume uma postura pessimista e visão mais prudente das relações internacionais.
[...] O desejo de mais poder está enraizado na natureza falha da humanidade, os Estados estão continuamente engajados em uma luta para aumentar suas capacidades. [...] Em suma, o realismo clássico explica o conflito armado com referência às falhas humanas. As guerras são explicadas, por exemplo, por determinados Estados agressivos, ou por sistemas políticos domésticos que dão a gananciosos grupos paroquiais a oportunidade de buscar políticas externas expansionistas egoístas. Para os realistas clássicos, a política internacional pode ser caracterizada como má: coisas ruins acontecem porque as pessoas que fazem a política externa às vezes são más (Spirtas 1996: 387-400).
Em resumo, o Realismo acredita que não há como evitar uma guerra, mas existe a possibilidade de preparação.

### Liberalismo:
A Teoria Liberal das Relações Internacionais dentro do contexto de segurança vai contra os conceitos realistas propostos anteriormente, visto que dentro da lógica econômica e de livre comércio, a guerra não compensa a perda financeira, e para que a mesma seja evitada o ator principal desta teoria, o indivíduo, é conduzido a não desejar a guerra por conta das desvantagens econômicas.
O Liberalismo engloba a Teoria da Paz Democrática para fortalecer o entendimento do seu conceito, já que o argumento utilizado dentro desta teoria é o de que países democráticos não entram em guerra uns com os outros porque não possuem motivações legítimas.
[..] as recomendações da teoria da paz democrática são claras – em última análise, a segurança depende do incentivo às instituições liberais e uma política de segurança deve ter como objetivo de longo prazo a disseminação do liberalismo. A curto prazo, deve proteger o liberalismo, incluindo tendências liberais em estados não liberais.

### Construtivismo:
Argumentam que o mundo é constituído socialmente através da interação intersubjetiva, que os agentes e estruturas são mutuamente constituídos e que fatores ideacionais, como normas e identidade, são centrais para a constituição e a dinâmica da política mundial. É menos uma teoria das relações internacionais ou segurança, no entanto, do que uma teoria social mais ampla que então informa como podemos abordar o estudo da segurança.
Sendo assim, seus métodos para evitar a guerra são constituídos pela securitização que tem como objetivo a transformação de ideias em pautas de segurança, passando por um processo intenso que visa atrair a atenção das Grandes Potências para combater tais situações, como por exemplo as questões ambientais.